# Joe Brainard
Joe Brainard (Salem, 11 marzo 1942 – New York, 25 maggio 1994) è stato un poeta, scrittore e pittore statunitense.
La sua opera include assemblaggi, collage, disegni e dipinti.
La sua opera più conosciuta è il libro autobiografico Mi ricordo.

## Biografia
Joe Brainard nacque l'11 marzo 1942 a Salem, Arkansas, e trascorse la sua infanzia a Tulsa in Oklahoma. È fratello del pittore John Brainard.
Durante gli anni del liceo, collaborando in qualità di art director con la rivista letteraria The White Dove Review, conosce e diventa amico di Ron Padgett, Dick Gallup e Ted Berrigan.
Dopo aver terminato il Dayton Art Institute, Brainard riprende a frequentare a New York City i ragazzi del White Dove, riscuotendo grande successo con le sue opere sino ai primi anni '80, quando si ritira dalla scena artistica.
Joe Brainard muore di AIDS il 25 maggio del 1994.

## Pubblicazioni
- I Remember (Angel Hair, 1970) – Mi ricordo (Lindau, Torino, 2014) ISBN 978-88-6708-270-4
- I Remember More (Angel Hair, 1972)
- More I Remember More (Angel Hair, 1973)
- I Remember Christmas (Museum of Modern Art, 1973)
- I Remember (first collected edition, Full Court Press, 1975)
- I Remember (new edition, Penguin, 1995)
- I Remember (new edition, Granary Books, 2001, 4th printing 2005)
- Selected Writings (Kulchur, 1971)
- Bolinas Journal (Big Sky, 1971)
- Some Drawings of Some Notes to Myself (Siamese Banana, 1971)
- The Cigarette Book (Siamese Banana, 1972)
- The Banana Book (Siamese Banana, 1972)
- The Friendly Way (Siamese Banana, 1972)
- New Work (Black Sparrow, 1973)
- 12 Postcards (Z Press, 1975)
- 29 Mini-Essays (Z Press, 1978)
- 24 Pictures & Some Words (BLT, 1980)
- Nothing to Write Home About (Little Caesar, 1981)
- Ten Imaginary Still Lifes (Boke Press, 1995)
- The Nancy Book (Siglio Press, 2008) ISBN 978-0-9799562-0-1
- The Collected Writings of Joe Brainard (Library of America, 2012) ISBN 978-1-59853-149-7